# Шитти
Шитти́ (каз. Шытты) — село у складі Отирарського району Туркестанської області Казахстану. Входить до складу Талаптинського сільського округу.
До 1999 року село називалось Леніно.
Населення — 1328 осіб (2021; 1425 у 2009, 1183 у 1999, 755 у 1989).